# Дьябате, Шейк
Шейк Тидья́н Дьябате́ (фр. Cheick Tidiane Diabaté; 25 апреля 1988, Бамако, Мали) — малийский футболист, нападающий катарского клуба «Аль-Гарафа».

## Карьера

### Клубная
Шейк Дьябате — воспитанник малийского клуба «Сентр Салиф Кейта». В 2008 году оказался в системе подготовки французского «Бордо». В первую команду «Бордо» попал летом 2008 года, однако следующие 2 сезона выступал на правах аренды за «Аяччо» и «Нанси».
За «Аяччо» форвард дебютировал в Лиге 2 1 августа 2008 года в матче против «Шатору». В следующей своей игре Дьябате забил 2 гола в ворота «Реймса», а к концу сентября на счету малийского нападающего было 7 голов в 8 сыгранных матчах. Всего за сезон в «Аяччо» Шейк Дьябате провёл 30 матчей и забил 14 голов.
В составе «Нанси» форвард дебютировал в Лиге 1 (7 ноября 2009 года в матче с «Сент-Этьеном»).
Всего в сезоне 2009/10 Дьябате дважды выходил на замену незадолго до конца матчей и сыграл за «Нанси» в общей сложности 11 минут.
В матче против «Нанси», прошедшем 13 ноября 2010 года Дьябате впервые сыграл за «Бордо».
Форвард забил первый гол за команду 6 марта 2011 года (в ворота «Бреста»).
23 августа 2012 года в матче против «Црвены Звезды» Шейк Дьябате дебютировал в Лиге Европы. Он вышел на замену во втором тайме вместо Фаида Бен-Хальфалла.
В игре 6-го тура группового турнира нападающий забил 2 гола в ворота английского клуба «Ньюкасл Юнайтед»
.
Дьябате забил два гола в финале Кубка Франции 2013, что помогло «Бордо» победить «Эвиан» 3:2. Дьябате провёл отличный сезон 2013/14 в Лиге 1 с «Бордо», забив 12 голов в 25 матчах чемпионата и забив в выездной игре против «Тулузы», по одному голу в каждом из двух раундов матчей против «Лорьяна».
27 мая 2016 года Дьябате присоединился к турецкому «Османлыспору», заключив контракт на три года. 30 декабря 2016 года клуб «Османлыспор» объявил, что Дьябате будет отдан в аренду клубу Лиги 1 «Мец» до конца сезона 2016/17. Дьябате помог клубу избежать вылета, забив восемь голов в 14 матчах, и «Мец» выразил заинтересованность в подписании с ним контракта на постоянной основе в июне 2017 года. Вернувшись из аренды, в середине августа 2017 года сообщалось, что он согласился на расторжение контракта с «Османлыспором».
В январе 2018 года Дьябате перешёл в аренду в команду Серии А «Беневенто» на втрую половину сезона 2017/18. Он забил свой первый гол в своём первом матче за клуб в матче против «Кротоне». Дьябате также забил по два гола в ворота «Эллас Верона», «Ювентуса» и «Сассуоло». Его результативность была такова, что с шестью голами в трёх играх он сравнялся с давним рекордом Серии А, установленным в 2001 году Дарио Убнером. Он закончил сезон с восемью голами в 11 играх, имея лучшее соотношение голов среди игроков, которые более одного раза выступали в Серии А в 2010-х, опередив таких звёзд, как Эдинсон Кавани, Ромелу Лукаку, Криштиану Роналду и Златан Ибрагимович.
18 сентября 2018 года Дьябате присоединился к клубу из ОАЭ «Эмирейтс» по годовому контракту.
9 июля 2019 года Дьябате подписал двухлетний контракт с иранским клубом «Эстегляль». Ему вручили футболку с номером 7. 23 августа 2019 года он дебютировал за клуб, заменив на 67-й минуте Фаршида Эсмаили в матче чемпионата против «Машин Сази».

### В сборной
Шейк Дьябате дебютировал в сборной Мали 5 июня 2005 года в товарищеском матче со сборной Либерии.
Первый гол за сборную забил 18 ноября 2008 года в товарищеском матче со сборной Алжира.
В составе национальной команды форвард принимал участие в отборочных турнирах к четырём чемпионатам мира (2006 — 2 матча, 2010 — 2 матча, 2014 — 3 матча, 1 гол и 2018 — 2 матча, 1 гол) и к четырём Кубкам африканских наций (2012 — 6 матчей, 6 голов, 2013 — 2 матча, 2 гола, 2015 — 3 матча, 1 гол и 2017 — 2 матча).
Участник Кубка африканских наций 2012. На турнире провёл 6 матчей, в которых забил 3 гола, и завоевал вместе с командой бронзовую медаль. Также участвовал в Кубке африканских наций 2013, где также провёл 6 матчей, но отличиться ни разу не сумел, и вновь завоевал бронзовую медаль.

## Достижения
«Бордо»
- Обладатель кубка Франции (1): 2012/13

Сборная Мали
- Бронзовый призёр Кубка африканских наций (2): 2012, 2013